# Хорошовка (Єрмекеєвський район)
Хорошо́вка (рос. Хорошовка, башк. Хорошовка) — присілок у складі Єрмекеєвського району Башкортостану, Росія. Входить до складу Бекетовської сільської ради.
Населення — 5 осіб (2010; 4 в 2002).
Національний склад:
- росіяни — 50 %
- татари — 50 %